# Het gala van de gouden K's 2020
Op Het gala van de gouden K's van 2020 werden de gouden K's van 2020 toegekend.
Het gala werd niet gehouden in het Sportpaleis in Antwerpen vanwege de coronapandemie. Het werd gevierd en opgenomen op 30 januari 2021. De presentatie was in handen van de Ketnet-wrappers. De televisieregistratie van het gala werd door de VRT op 30 januari 2021 op Ketnet uitgezonden.

## Genomineerden en winnaars 2020
Hieronder de volledige lijst van genomineerden in elke categorie. De winnaars zijn in het vet aangeduid.
| Categorie                              | Genomineerden |
| -------------------------------------- | --- |
| Ketnet-acteur of -actrice van het jaar | Pommelien Thijs (#LikeMe) Camille Dhont (#LikeMe) Francisco Schuster (#LikeMe) Céline Verbeeck (Nachtwacht) Giovanni Kemper (Nachtwacht)                                                                |
| Grave gast of griet van het jaar       | Céline Dept Maksim Stojanac Camille Dhont Romelu Lukaku Maarten Cop |
| Ketnet-programma van het jaar          | Kapot Gaan Heldentoeren Karrewiet Ketnet Musical Zita Zieta Zitten |
| Ketnet-serie van het jaar              | Hoodie #LikeMe De regels van Floor De Hoppers Nachtwacht |
| Familieprogramma van het jaar          | The Masked Singer The Voice Kids Code van Coppens Château Planckaert Down the road |
| YouTube-hit van het jaar               | Enzo Knol Celine & Michiel Djamila StukTV Team Dylan Haegens |
| Tv-ster van het jaar                   | Laura Tesoro Andy Peelman Dieter Coppens Staf Coppens Tom Waes |
| Artiest van het jaar                   | Laura Tesoro #LikeMe Regi Penxten Niels Destadsbader Angèle |
| Song van het jaar                      | Nooit alleen van Niels Destadsbader Kom wat dichterbij van Regi Penxten met Jake Reese & OT Dynamite van BTS Wrappers met een W van de Ketnet-wrappers Jerusalema van Master KG met Burna Boy & Nomcebo |
| Tiktok-ster van het jaar               | Steffi Mercie Elias Verwilt Stien Edlund Céline Dept Jonatan Medart |
| Outfit van het jaar                    | Camille Dhont |
| Smos van het jaar                      | Michiel Callebaut |

## Meeste nominaties en prijzen

### Meeste nominaties
| Aantal nominaties | Artiest            |
| ----------------- | ------------------ |
| 5                 | #LikeMe            |
| 3                 | Céline Dept        |
| 3                 | Nachtwacht         |
| 2                 | Niels Destadsbader |
| 2                 | Regi               |
| 2                 | Laura Tesoro       |
| 2                 | Camille Dhont      |
| 2                 | Dieter Coppens     |

### Meeste Gouden K's
| Aantal Gouden K's | Artiest       |
| ----------------- | ------------- |
| 3                 | #LikeMe       |
| 2                 | Camille Dhont |

2013 · 2014 · 2015 · 2016 · 2017 · 2018 · 2019 · 2020 · 2021 · 2022 · 2023 · 2024